# Leucadendron chamelaea
Espèce

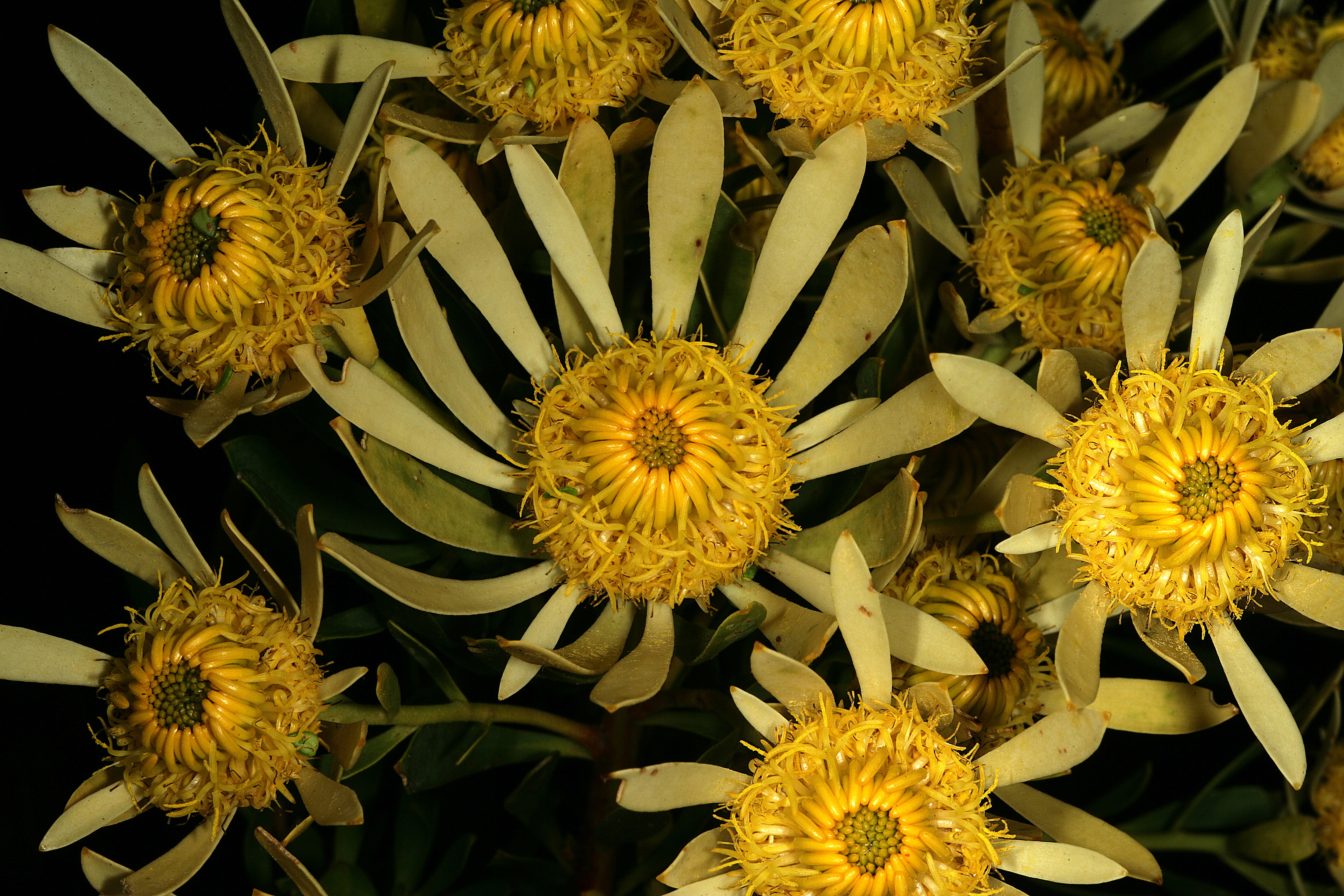

Leucadendron chamelaea est une espèce de plantes à fleurs de la famille des Proteaceae. C'est un arbuste à fleurs qui fait partie du fynbos. La plante est originaire du Cap occidental en Afrique du Sud. C'est une espèce menacée inscrite sur la liste rouge.

## Description

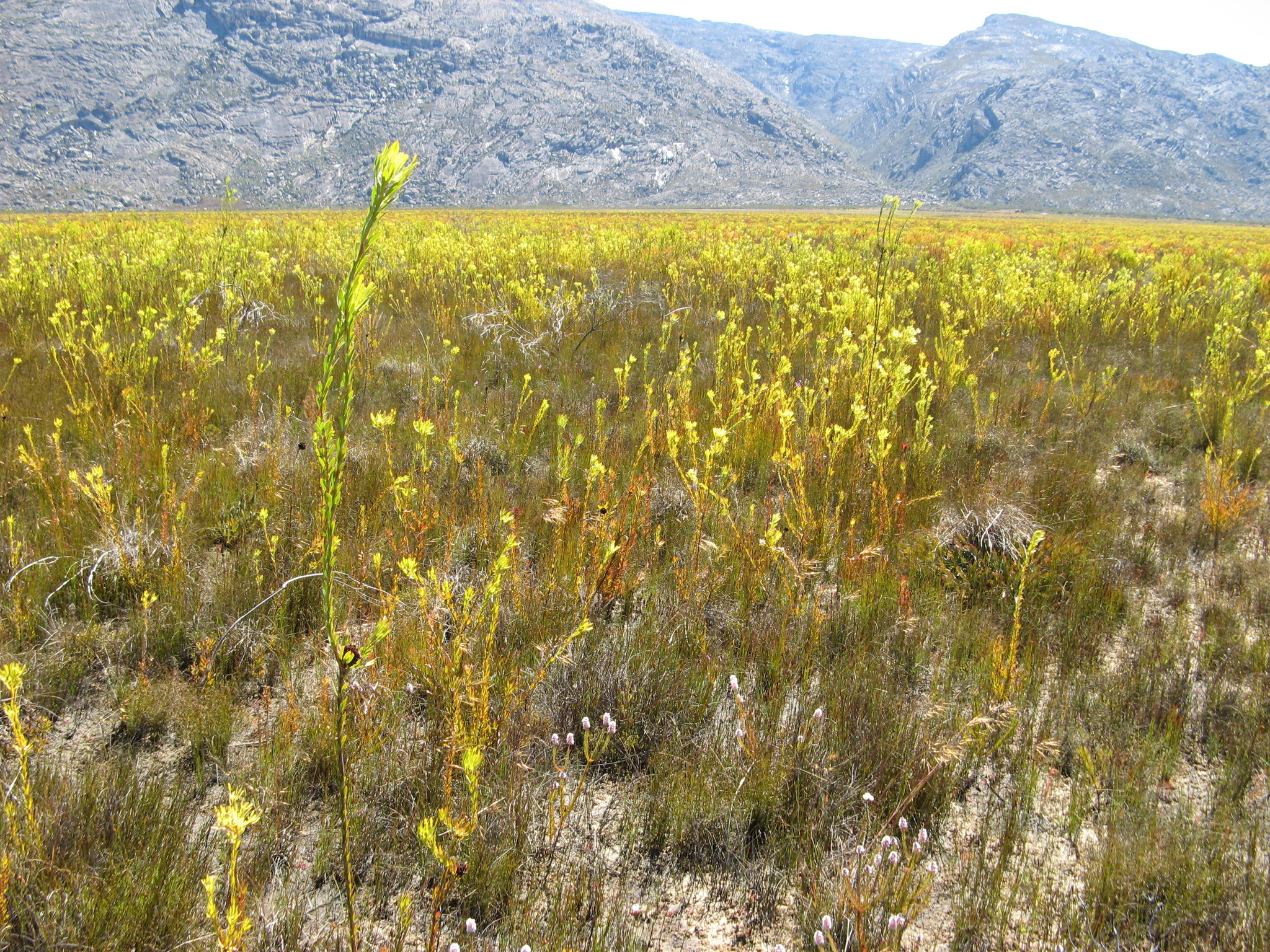

L'arbuste atteint 2,3 m de hauteur et porte des fleurs en septembre. Deux mois après la floraison, les fruits apparaissent et les graines tombent ensuite au sol. Les branches sont térébrées, glabres, avec de longues feuilles linéaires-oblancéolées glabres. L'apex des feuilles est aigu avec un petit mucron émoussé. Les feuilles involucrales des plantes mâles mesurent jusqu'à 45 mm de long et 5 mm de large ; elles ne cachent pas le capitule, mais le dépassent. La plante est dioïque, il y a des plantes mâles et des plantes femelles. Les bractées involucrales des plantes femelles mesurent jusqu'à 68 mm de long et 6 mm de large. Elles forment une coupe qui dépasse les cônes, mais ne les cache pas. Les capitules mâles mesurent jusqu'à 20 mm de diamètre, sont globuleux déprimés et solitaires à l'extrémité des branches. Les inflorescences femelles mesurent 17 mm de long et 21 mm de diamètre. Les capitules sont fortement parfumés et sont produits au printemps (de septembre à octobre).
Leucadendron chamelaea est pollinisé par les insectes. 

## Répartition et habitat
La plante est présente dans les montagnes du Kouebokkeveld et dans la vallée de Franschhoek. Elle pousse dans le sable gréseux à des altitudes de 100-1 000 m. Le feu détruit la plante mais les graines survivent. Leucadendron chamelaea est l'une des espèces emblématiques de la vallée de la rivière Upper Breede. Cette espèce était autrefois répandue dans cette région, mais l'intensification des pratiques agricoles a entraîné une forte réduction de sa population et elle est aujourd'hui au bord de l'extinction à l'état sauvage. Elle est menacée suite au développement de l’agriculture.

## Dénominations
En afrikaans, elle est connue sous le nom de Witsenbergtolbos et en anglais sous celui de Witsenberg conebush.

## Systématique
Le nom correct complet (avec auteur) de ce taxon est Leucadendron chamelaea (Lam.) I.Williams (d).
L'espèce a été initialement classée dans le genre Protea sous le basionyme Protea chamelaea Lam..
Leucadendron chamelaea a pour synonymes :
- Leucadendron decurrens R.Br.
- Leucadendron pallens (Thunb.) Druce
- Protea chamaelea Lam.
- Protea chamelaea Lam.
- Protea pallens Thunb.
- Protea pallida Salisb.
- Protea rugosa Raf.

### Étymologie
Le nom de genre Leucadendron vient du grec leukos « brillant, blanc » et dendron « arbre ». Son épithète spécifique chamalaea signifie « olivier nain » du grec kamai « petit, à terre » et elaia « olivier »,